# Афтершок (фільм)
«Афтершок» (англ. Aftershock) — трилер 2012 року, режисера Ніколаса Лопеса. Продюсером, сценаристом і виконавцем головної ролі виступив Елай Рот.

## Зміст
Троє друзів — Гринго, Аріель і Поло приїхали відпочивати в Чилі. В одному з клубів, вони познайомилися з трьома дівчатами — Монікою, Кайлі та Іриною. У пошуках розваг, Поло запропонував сходити в один престижний клуб. Проте їх веселощам прийшов кінець, коли стався землетрус. Попереду їм треба було пережити страшні речі.

## Ролі
| Актор            | Роль   |
| ---------------- | ------ |
| Елай Рот         | Грінго |
| Аріель Леві      | Аріель |
| Ніколас Мартінес | Полло  |
| Андреа Ошварт    | Моника |
| Лоренца Іззо     | Кайлі  |
| Наташа Яровенко  | Ірина  |
| Селена Гомес     | Ліза   |

## Знімальна група
- Режисер — Ніколас Лопес
- Сценарист — Елай Рот, Гільєрмо Амоедо, Ніколас Лопес
- Продюсер — Брайан Олівер, Елай Рот, Мігель Асенсіо
- Композитор — Мануель Рівейро